# Clash of Lords 2
Clash of Lords 2 (в русской локализации — Clash of Lords 2: Битва Легенд) — стратегия для мобильных устройств, выпущенная компанией IGG в 2013 году. Русская версия игры входит в десятку наиболее прибыльных игр в российском сегменте Google Play.

## Игровой процесс

### Режимы сражений
В Clash of Lords 2 существует 7 режимов сражений.
Лига Повелителей
Сражения между игроками за Трофеи, которые определяют место в рейтинге гильдии и общем рейтинге. В соответствии с количеством полученных трофеев между игроками каждую неделю распределяются награды. Ежедневно в Лиге Повелителей можно проводить до 10 сражений, за последующие сражения необходимо платить самоцветами.
Ресурсные рейды
Рейды, совершаемые на игроков или игровых ботов, с целью отобрать имеющееся золото. В зависимости от полученного урона игрок, на которого был произведён рейд, получает Щит, который на некоторое время защищает его от последующих рейдов.
Подземелье
Серия из 110 сражений, каждое из которых ежедневно можно проходить до 5 раз. Позволяет открыть сундуки. За первые 100 рейдов, совершенных за день, можно получить 3 Сундука. За рейды 101—200 можно получить 2 Сундука. За рейды 201—300 можно выиграть только 1 Сундук. После 300 рейда сундуки получить нельзя.
Арена
Сражения между игроками за повышение ранга. Каждый новый ранг позволяет получить новые награды. Самый высокий ранг — Легенда.
На ранге легенда можно получить 5000 колец
Кампании
Прохождение кампаний в Древнем алтаре позволяет заработать Мистические кристаллы, необходимые для изучения заклинаний, а также приобрести в Мистическом магазине Пазлы героев, собрав которые можно выменять героев.
Гильдийские кампании
Сражения с Боссом, в которых участники гильдии могут принимать участие поочерёдно. Награда за победу распределяется между игроками в зависимости от урона, нанесённого Боссу.

#### Гильдийские войны
Сражения с другими гильдиями (4 участника в войне) в течение 3 дней идет война, а по окончании все получают немалые призы.

### Герои
В Clash of Lords 33 героя. Они разделяются на 4 ранга: обычные, хорошие, редкие и эпические. Все герои имеют разные основные навыки, которые уникальны для каждого героя. Игрок может управлять основным навыком героя во время боя. Основной навык повышается за счёт колец. Чем выше навык, тем выше его сила, соответственно. У героев также есть определённый набор пассивных навыков, который может произвольно меняться.
У каждого героя имеется также дополнительный навык, который активируется, когда герой встаёт в подмогу к другому герою.
У каждого Героя свои наёмники, количество которых определяется уровнем героя. Количество наемников определяется уровнем Героя, в то время как их уровень может быть улучшен с помощью Душ. Всего существует 7 видов наемников, каждый с их собственным приоритетом к атаке целей: Нюхли, Быки, Палачи, Драконы, Лучники, Маги и Воины.
Героев можно получить несколькими способами:
- открывая сундуки после победы в Подземельях и Лиге Повелителей,
- в вербовках (каждый день предоставляется 12 бесплатных вербовок, остальные — за самоцветы);
- в Магазине за кольца.
- собрав Пазлы героев.

Герои не могут быть удалены, но их можно использовать в качестве опыта для развития других Героев.
Начиная со 130-й версии в игру была введена опция Улучшения героев: некоторым героям (их количество увеличивается по мере выхода новых версий) можно улучшать характеристики, используя Кольца, Души и Мутаген.

## Оценка игры
| Русскоязычные издания | Русскоязычные издания |
| Издание               | Оценка                |
| --------------------- | --------------------- |
| hardcoredroid.com     | 2/5                   |
| appszoom.com          | 7,5/10                |
| gameslikefinder.com   | 8,0                   |